# Пиерлуиджи Казираги
Пиерлуиджи Казираги (на италиански: Pierluigi Casiraghi) е италиански футболист-национал, нападател и треньор. Започва своята професионална кариера през 1985 г. в родния АК Монца, на който е юноша. До 1989 изиграва 94 мача с 28 гола. През 1989 преминава във ФК Ювентус. До 1993 г. изиграва 97 мача с 20 гола. От 1993 до 1998 играе в СС Лацио (140 мача с 41 гола). Завършва кариерата си във ФК Челси от 1998 г. до 2000 г. с 12 мача и 1 гол. За периода 1991 – 1998 в националния отбор на своята страна е изиграл 44 мача с 13 гола. Участва на Световното първенство през 1994 г. и на Европейско първенство през 1996 г. От 2002 г. работи като треньор.